# Pargaulan
Pargaulan is een bestuurslaag in het regentschap Humbang Hasundutan van de provincie Noord-Sumatra, Indonesië. Pargaulan telt 1636 inwoners (volkstelling 2010).